# Delano & Crockett
Delano & Crockett – dwaj producenci Johny Crockett i Mike Delano. Ich duet zajmuje się muzyką z gatunków house i electro oraz electrohouse. Współpracują z wytwórnią Unit 54. W 2005 roku ukazał się ich pierwszy singel "Easy".